# Queige
Queige és un municipi francès situat al departament de la Savoia i a la regió d'Alvèrnia-Roine-Alps. L'any 2007 tenia 845 habitants.

## Demografia

### Població
El 2007 la població de fet de Queige era de 845 persones. Hi havia 339 famílies de les quals 97 eren unipersonals (36 homes vivint sols i 61 dones vivint soles), 101 parelles sense fills, 125 parelles amb fills i 16 famílies monoparentals amb fills.
La població ha evolucionat segons el següent gràfic:
Habitants censats

### Habitatges
El 2007 hi havia 596 habitatges, 345 eren l'habitatge principal de la família, 210 eren segones residències i 41 estaven desocupats. 498 eren cases i 97 eren apartaments. Dels 345 habitatges principals, 264 estaven ocupats pels seus propietaris, 68 estaven llogats i ocupats pels llogaters i 13 estaven cedits a títol gratuït; 9 tenien una cambra, 33 en tenien dues, 55 en tenien tres, 100 en tenien quatre i 148 en tenien cinc o més. 285 habitatges disposaven pel capbaix d'una plaça de pàrquing. A 125 habitatges hi havia un automòbil i a 178 n'hi havia dos o més.

### Piràmide de població
La piràmide de població per edats i sexe el 2009 era:
| Homes | Edats   | Dones |
| ----- | ------- | ----- |
| 0     | 95 o +  | 0     |
| 0     | 90 a 94 | 0     |
| 4     | 85 a 89 | 8     |
| 4     | 80 a 84 | 0     |
| 8     | 75 a 79 | 12    |
| 24    | 70 a 74 | 12    |
| 12    | 65 a 69 | 24    |
| 20    | 60 a 64 | 8     |
| 20    | 55 a 59 | 16    |
| 12    | 50 a 54 | 28    |
| 44    | 45 a 49 | 32    |
| 20    | 40 a 44 | 40    |
| 32    | 35 a 39 | 32    |
| 24    | 30 a 34 | 20    |
| 28    | 25 a 29 | 12    |
| 20    | 20 a 24 | 36    |
| 24    | 15 a 19 | 32    |
| 28    | 10 a 14 | 32    |
| 28    | 5 a 9   | 24    |
| 20    | 0 a 4   | 28    |

## Economia
El 2007 la població en edat de treballar era de 553 persones, 428 eren actives i 125 eren inactives. De les 428 persones actives 406 estaven ocupades (222 homes i 184 dones) i 22 estaven aturades (9 homes i 13 dones). De les 125 persones inactives 55 estaven jubilades, 38 estaven estudiant i 32 estaven classificades com a «altres inactius».

### Ingressos
El 2009 a Queige hi havia 344 unitats fiscals que integraven 829,5 persones, la mediana anual d'ingressos fiscals per persona era de 18.562 €.

### Activitats econòmiques
Dels 43 establiments que hi havia el 2007, 3 eren d'empreses extractives, 2 d'empreses de fabricació d'altres productes industrials, 12 d'empreses de construcció, 4 d'empreses de comerç i reparació d'automòbils, 1 d'una empresa de transport, 5 d'empreses d'hostatgeria i restauració, 4 d'empreses d'informació i comunicació, 2 d'empreses financeres, 5 d'empreses de serveis, 4 d'entitats de l'administració pública i 1 d'una empresa classificada com a «altres activitats de serveis».
Dels 11 establiments de servei als particulars que hi havia el 2009, 2 eren paletes, 2 guixaires pintors, 4 fusteries, 1 lampisteria i 2 electricistes.
Dels 2 establiments comercials que hi havia el 2009, 1 era una botiga de menys de 120 m² i 1 una botiga de material esportiu.
L'any 2000 a Queige hi havia 34 explotacions agrícoles que ocupaven un total de 264 hectàrees.

## Equipaments sanitaris i escolars
El 2009 hi havia una escola elemental.

## Poblacions més properes
El següent diagrama mostra les poblacions més properes.